# Cantón de Gavray
El cantón de Gavray era una división administrativa francesa, que estaba situada en el departamento de Mancha y la región de Baja Normandía.

## Composición
El cantón estaba formado por trece comunas:
- Gavray
- Grimesnil
- Hambye
- La Baleine
- Lengronne
- Le Mesnil-Amand
- Le Mesnil-Garnier
- Le Mesnil-Rogues
- Le Mesnil-Villeman
- Montaigu-les-Bois
- Saint-Denis-le-Gast
- Sourdeval-les-Bois
- Ver

## Supresión del cantón de Gavray
En aplicación del Decreto nº 2014-246 de 25 de febrero de 2014, el cantón de Gavray fue suprimido el 22 de marzo de 2015 y sus 13 comunas pasaron a formar parte del nuevo cantón de Quettreville-sur-Sienne.